# (7139) Tsubokawa
(7139) Tsubokawa (1994 CV2) – planetoida z pasa głównego asteroid okrążająca Słońce w ciągu 5,19 lat w średniej odległości 3 j.a. Odkryta 14 lutego 1994 roku.